# Jalón (Alicante)
Jalón (oficialmente en valenciano: Xaló, pronunciado [ʃaˈlo]) es un municipio de la Comunidad Valenciana, España. Situado en el noreste de la provincia de Alicante, en la comarca de la Marina Alta. Jalón pertenece, junto con los municipios de Alcalalí y Llíber, a la subcomarca de Aixa, al sur de la comarca. Cuenta con una población de 3042 habitantes (INE 2024).

## Símbolos

Representación heráldica del blasonamiento escrito.

El escudo heráldico que representa al municipio fue aprobado oficialmente en 1993 con el siguiente blasonamiento:

Escudo ibérico, partido y medio cortado. En el primer cuartel, de sinople, un castillo de oro, mazonado de sable y aclarado del mismo esmalte. En el segundo cuartel, de azur, un can rampante de plata (Català); en el tercer cuartel, de plata, una banda de azur cargada de tres flores de lis, también de plata (Valeriola). Timbrado de una corona real abierta, según la tradición valenciana.
Boletín Oficial del Estado n. 198 de 13 de agosto de 1993.

## Geografía
La villa de Jalón está situada en el Valle de Jalón o también llamado Valle de Pop. Atraviesa su término el río Jalón o Gorgos, que tiene una longitud de 55 km. El mejor acceso es la desviación que, antes de llegar a Benisa por la N-332, cruza Jalón y llega a Parcent.
Cabe decir como curiosidad que el meridiano de Greenwich (longitud 0°0′0″) cruza el núcleo urbano del pueblo.

### Localidades limítrofes
El término municipal de Jalón linda al norte con el de Pedreguer; al sur, con Callosa de Ensarriá y Altea; al este, con Llíber y Benisa y al oeste, con Alcalalí y Tárbena.

### Relieve
A excepción de la llanura en que se asienta su casco urbano, el resto de su término municipal tiene un relieve accidentado, en el que destacan la Sierra de Bernia (1128 m.), la del Ferrer (889 m.), El Castellet de la solana (608 m.) y el Peña de la Mica (506 m.).

### Clima
Su clima es benigno con inviernos suaves y veranos soportables por la proximidad del mar Mediterráneo. El mes más lluvioso suele ser el de octubre. Una período ideal para visitar Jalón es el comprendido entre finales de febrero y principios de marzo, que es la época en que florecen los almendros tras los meses más duros del invierno. Todo el valle adquiere una tonalidad blanca cuya belleza es imposible describir con palabras. El almendro por su floración temprana es el árbol que anuncia la llegada de la primavera en el levante español.
La temporada templada dura 3,0 meses, del 23 de junio al 24 de septiembre, y la temperatura máxima promedio diaria es más de 24 °C. El mes más cálido del año en Jalón es agosto, con una temperatura máxima promedio de 26 °C y mínima de 21 °C. La temporada fresca dura 4,2 meses, del 24 de noviembre al 31 de marzo, y la temperatura máxima promedio diaria es menos de 16 °C. El mes más frío del año en Jalón es enero, con una temperatura mínima promedio de 7 °C y máxima de 14 °C.
La temporada de lluvia dura 9,4 meses, del 22 de agosto al 4 de junio, con un intervalo móvil de 31 días de lluvia de por lo menos 13 milímetros. El mes con más lluvia en Jalón es octubre, con un promedio de 44 milímetros de lluvia. El periodo del año sin lluvia dura 2,6 meses, del 4 de junio al 22 de agosto. El mes con menos lluvia en Jalón es julio, con un promedio de 4 milímetros de lluvia.

## Historia
Jalón da nombre a un valle que comprende también el municipio de Llíber. El territorio acogió a diversas culturas prehistóricas que dejaron su huella en puntos como la Cueva de las Maravillas y las cumbres de la Solana. Destacan las Pinturas Rupestres levantinas del barranco del Manzano. Tampoco faltan vestigios de la época romana.
En su origen, Jalón era un conglomerado de antiguas alquerías árabes.
El dominio árabe duró más de quinientos años, desde el principio del siglo VIII. De esta época son el castillo de Aixa del que quedan restos en la cima de la Solana y el de la sierra de Bernia del que no quedan vestigios (más arriba del "fuerte" del siglo XVI). Cada castillo dominaba un término castral y la población se repartía en numerosas alquerías cuyos nombres han perdurado en la toponimia de las partidas rurales: Cau, Cuta, Murta, Benibrai, etc.). Hacia 1244 el rey Jaime I conquistó estas tierras y fueron incorporadas al reino cristiano de Valencia aunque continuaron poblándolas mudéjares hasta que fueron expulsados.
Tras la expulsión de los moriscos en el año 1609, uno de estos asentamientos –el llamado Ráfol de Jalón– fue repoblado por payeses procedentes de las islas de Mallorca e Ibiza. El mayor número de estos colonos provenía de la localidad mallorquina de Santa Margarita, y son los antepasados de los jalonenses de hoy. El núcleo primitivo o Ráfol, situado junto al río Jalón o Gorgos y caracterizado por sus calles estrechas y de trazado irregular, constituye la parte más antigua del actual Jalón.

### Jalón en elsigloXVII
Esta fue una centuria crucial para Jalón, ya que, a principios de la misma, se produjo la refundación del lugar tras la expulsión de los moriscos que lo habitaban. La repoblación se hizo con colonos que en su mayoría procedían de Mallorca y, concretamente, de la villa de Santa Margarita. Llíber, que entonces formaba parte de la misma baronía que Jalón, recibió también un contingente de isleños de otra villa, la de Lluchmayor. Este hecho explica que Jalón esté hermanado con la primera y Llíber con la segunda. Con el paso del tiempo, algunos emigrantes de Lluchmayor establecidos en Llíber se desplazaron hacia Jalón o, incluso, hacia otras localidades de la Marina. Este proceso de desplazamiento ha sido estudiado con detalle por los investigadores Mas y Noguera en un artículo titulado El lloc i el terme de Llíber al segle XVII, que apareció el año 2008 en la revista Aguaits.
En el siglo XVII la mayor parte de los vecinos de Jalón se dedicaban a la agricultura. El cultivo de la tierra constituía, pues, la principal fuente de riqueza para sus habitantes. La dura vida de los labradores estaba marcada por las tareas en el campo, que tenían desde la siembra a la cosecha un tempo sucesivo que debía ser observado rigurosamente. En el capítulo XII de la Carta Puebla de 1611 se determina que los colonos están obligados a trabajar las tierras que tienen establecidas y, en caso de que dejen de hacerlo en el período de cuatro años, se les desposeerá de ellas sin necesidad de previo aviso.
El Capbreve de 1635 no contiene referencias directas al oficio de ganadero, pero la existencia de unos cuantos corrales, una carnicería en el Pla de la Séquia que tenía la triple función de establo, matadero y despacho de carne y, finalmente, el pago de la sisa de la carn o impuesto que gravaba este producto nos confirma que en aquella época se realizaba algún tipo de actividad pecuaria, que se halla descrita en el capítulo XI de la Carta Puebla. En él se permite que el ganado se alimente de los pastos situados en las partidas del Cau, Marnes y Masserof a condición de que por las noches regrese a sus corrales en Jalón.
En el siglo XVII las casas y tierras de la Baronía de Jalón estaban sujetas a un doble régimen de la propiedad: de una parte, existía la denominada absoluta (que pertenecía íntegramente al señor) y, de otra, la enfitéutica o compartida entre el señor y sus vasallos, que le pagaban a aquel un censo anual. Además de las regalías o monopolios, el barón retenía con el carácter de dominio absoluto la casa de la Señoría, otra casa en la calle Alicante donde se almacenaban los frutos de la cosecha y, muy probablemente, el Huerto de la Señoría y el de los Naranjos. El resto de casas y tierras estaban cedidas en enfiteusis a los repobladores, que ostentaban el dominio útil que les permitía explotar la propiedad e incluso transmitirla por vía herediaria, pero no venderla sin la autorización del señor, a quien correspondía el dominio directo o eminente. Las casas y tierras que los colonos -mallorquines o valencianos, en su mayoría- poseían entonces habían pertenecido antes a los moriscos. Este cambio en la titularidad del dominio útil, como es bien conocido, se debió a la expulsión de aquellos el año 1609. Dicho hecho histórico abrió el correspondiente proceso de reasignación de toda la propiedad, tanto la rústica como la urbana, a través de los establecimientos celebrados entre el señor y los repobladores. Por ello, no es exagerado hablar de una refundación de los pueblos de Jalón y Llíber, ya que se produce una transformación radical en la composición demográfica de los mismos al desaparecer el elemento morisco, que será sustituido prácticamente en su totalidad por cristianos viejos.
El común de los propietarios tenía una sola casa, pero por excepción algunos poseían más de una. Los nombres de estos mayores propietarios solían coincidir con los primeros repobladores, como por ejemplo Mateu Albanell, signatario de la Carta Puebla de 1611, que afirmaba tener dos casas y dos corrales, uno de los cuales anteriormente (en la etapa morisca) había sido una casa. Otro caso es el de Baltasar Serra, mencionado también en la Carta Puebla, que tenía tres casas y un solar. El Capbreve de 1635 recoge dos situaciones de copropiedad: la primera es la de Miquel Montaner, que declara la mitad de una casa situada en la plaza de Jalón, pero no menciona la identidad del otro cotitular del dominio; la segunda recae sobre una casa ubicada en la calle de las Huertas (actual san Rafael), la cual pertenecía en una mitad a Caterina Ginarda, en su condición de viuda de Joan Serra menor llamado el mallorquín, y la otra mitad le correspondía a Miquel Dols.

### Jalón a mediados delsigloXIX
La agricultura era en aquellos tiempos la principal fuente de riqueza de la villa, y dentro de ella había adquirido relevancia una actividad que venía practicándose al menos desde la época mudéjar: la producción de la pasa. Antes del siglo XIX su elaboración complementaba el principal cultivo del Valle de Jalón, es decir, el cerealístico representado por el trigo, la cebada y la avena. Pero, en esa centuria la pasa se convirtió en el motor de la economía local. Así no los confirma una acta municipal del 22 de febrero de 1863, en donde la Corporación justificaba la importancia de los caminos que comunicaban Jalón con Denia y Jávea, porque entonces se utilizaban para la importación de cereales para el consumo y, viceversa, para la exportación a aquéllos de la cosecha de las pasas, como principal de este país. Este documento no es el único que acredita esta circunstancia, ya que otra acta redactada el 23 de marzo de 1853 dice que, siendo escasísima la cosecha de trigo en este término, lo es por consiguiente la siembra por estar el terreno plantado de viña en su mayor parte.
Se suele considerar que 1818 fue el año del inicio de la expansión económica de la pasa por haberse producido la primera subida significativa del precio de este producto. Si se piensa que la agricultura comercial se guía por una regla de oro según la cual sólo se ha de cultivar aquello que acabe siendo rentable, no nos debería sorprender la masiva plantación de viña que se produjo entonces en Jalón y en toda la Marina Alta, con la intención de abastecer de uva de moscatel a la que ya se perfilaba como la primera industria de la comarca.
Además, cabe recordar que desde el punto de vista de la producción agrícola, los años centrales del siglo fueron especialmente calamitosos: por una parte, la plaga del oídio atacó con virulencia la viña entre 1845 y 1859 y, por otro, una sucesión de fenómenos meteorológicos, como la ola de calor de los días 7,8 y 9 de julio de 1859, las abundantes nevadas del invierno de 1860 o la sequía de los meses de abril y mayo de aquel mismo año, provocaron que las cosechas disminuyeran sensiblemente. Ante esta situación tan crítica, algunos vecinos de Jalón optaron por desplazarse a Orán o Argel como única forma de asegurarse la subsistencia. Asimismo, en el archivo parroquial está documentada la presencia de jalonenses en aquellas tierras al menos desde el año 1841. Por ello, esta época podría ser considerada como la del inicio de una emigración que se prolongaría hasta la independencia argelina (1962).
Actualmente cuenta con la Asociación Cultural Marge Llarg, que se encarga por proteger, conservar y poner en valor los yacimientos y monumentos históricos de Jalón. Desde la asociación se organiza voluntariado para colaborar en tareas arqueológicas de excavación y limpieza de los distintos yacimientos, también se organizan excursiones y otras actividades.

## Geografía humana

### Demografía
Cuenta con una población de 3042 habitantes (INE 2024).
| Gráfica de evolución demográfica de Jalón entre 1842 y 2021 |
| |
| Población de derecho según los censos de población del INE. Población de hecho según los censos de población del INE.En estos censos se denominaba Jalón: 1842, 1857, 1860, 1877, 1887, 1897, 1900, 1910, 1920, 1930, 1940, 1950, 1960, 1970, 1981 y 1991. En este censose denominaba Jalón/Xaló: 2001. |

| Nacionalidad | Hombres | Mujeres | Total | %     | Proporción |
| ------------ | ------- | ------- | ----- | ----- | ---------- |
| Española     | 906     | 917     | 1823  | 62.1% |            |
| Extranjera   | 563     | 545     | 1108  | 37.8% |            |

| Evolución demográfica de Jalón | Evolución demográfica de Jalón | Evolución demográfica de Jalón | Evolución demográfica de Jalón | Evolución demográfica de Jalón | Evolución demográfica de Jalón | Evolución demográfica de Jalón | Evolución demográfica de Jalón | Evolución demográfica de Jalón | Evolución demográfica de Jalón | Evolución demográfica de Jalón | Evolución demográfica de Jalón | Evolución demográfica de Jalón | Evolución demográfica de Jalón | Evolución demográfica de Jalón | Evolución demográfica de Jalón | Evolución demográfica de Jalón | Evolución demográfica de Jalón | Evolución demográfica de Jalón | Evolución demográfica de Jalón | Evolución demográfica de Jalón | Evolución demográfica de Jalón | Evolución demográfica de Jalón | Evolución demográfica de Jalón | Evolución demográfica de Jalón | Evolución demográfica de Jalón | Evolución demográfica de Jalón | Evolución demográfica de Jalón | Evolución demográfica de Jalón | Evolución demográfica de Jalón |
|                                | 1857                           | 1887                           | 1900                           | 1910                           | 1920                           | 1930                           | 1940                           | 1950                           | 1960                           | 1970                           | 1981                           | 1991                           | 2000                           | 2005                           | 2006                           | 2007                           | 2008                           | 2009                           | 2010                           | 2011                           | 2012                           | 2013                           | 2014                           | 2015                           | 2016                           | 2017                           | 2018                           | 2019                           | 2020                           |
| ------------------------------ | ------------------------------ | ------------------------------ | ------------------------------ | ------------------------------ | ------------------------------ | ------------------------------ | ------------------------------ | ------------------------------ | ------------------------------ | ------------------------------ | ------------------------------ | ------------------------------ | ------------------------------ | ------------------------------ | ------------------------------ | ------------------------------ | ------------------------------ | ------------------------------ | ------------------------------ | ------------------------------ | ------------------------------ | ------------------------------ | ------------------------------ | ------------------------------ | ------------------------------ | ------------------------------ | ------------------------------ | ------------------------------ | ------------------------------ |
| Población                      | 3220                           | 3254                           | 2702                           | 2282                           | 2360                           | 2139                           | 2142                           | 1923                           | 1876                           | 1730                           | 1709                           | 1939                           | 2086                           | 2805                           | 2946                           | 3002                           | 3189                           | 3225                           | 3269                           | 3320                           | 3301                           | 3323                           | 2793                           | 2675                           | 2648                           | 2636                           | 2683                           | 2739                           | 2868                           |

## Política
| Periodo   | Nombre                                              | Partido                |
| --------- | --------------------------------------------------- | ---------------------- |
| 1979-1983 | Jaime Ripoll Albanell                               | Independiente          |
| 1983-1987 | Miguel Mas Mengual                                  | PSPV-PSOE              |
| 1987-1991 | Rosa Mengual Ferrá                                  | AP                     |
| 1991-1995 | Jaime Terentí Sanchis                               | PP                     |
| 1995-1999 | Martín Mas Garcés (1998) Miguel César Sivera Ripoll | PP UPV                 |
| 1999-2003 | Miguel César Sivera Ripoll (2000) Martín Mas Garcés | BLOC PP                |
| 2003-2007 | Miquel César Sivera Ripoll                          | BLOC                   |
| 2007-2011 | Jaume Castells Mengual                              | Iniciativa Independent |
| 2011-2015 | Joan Miquel Garcés Font                             | Compromís              |

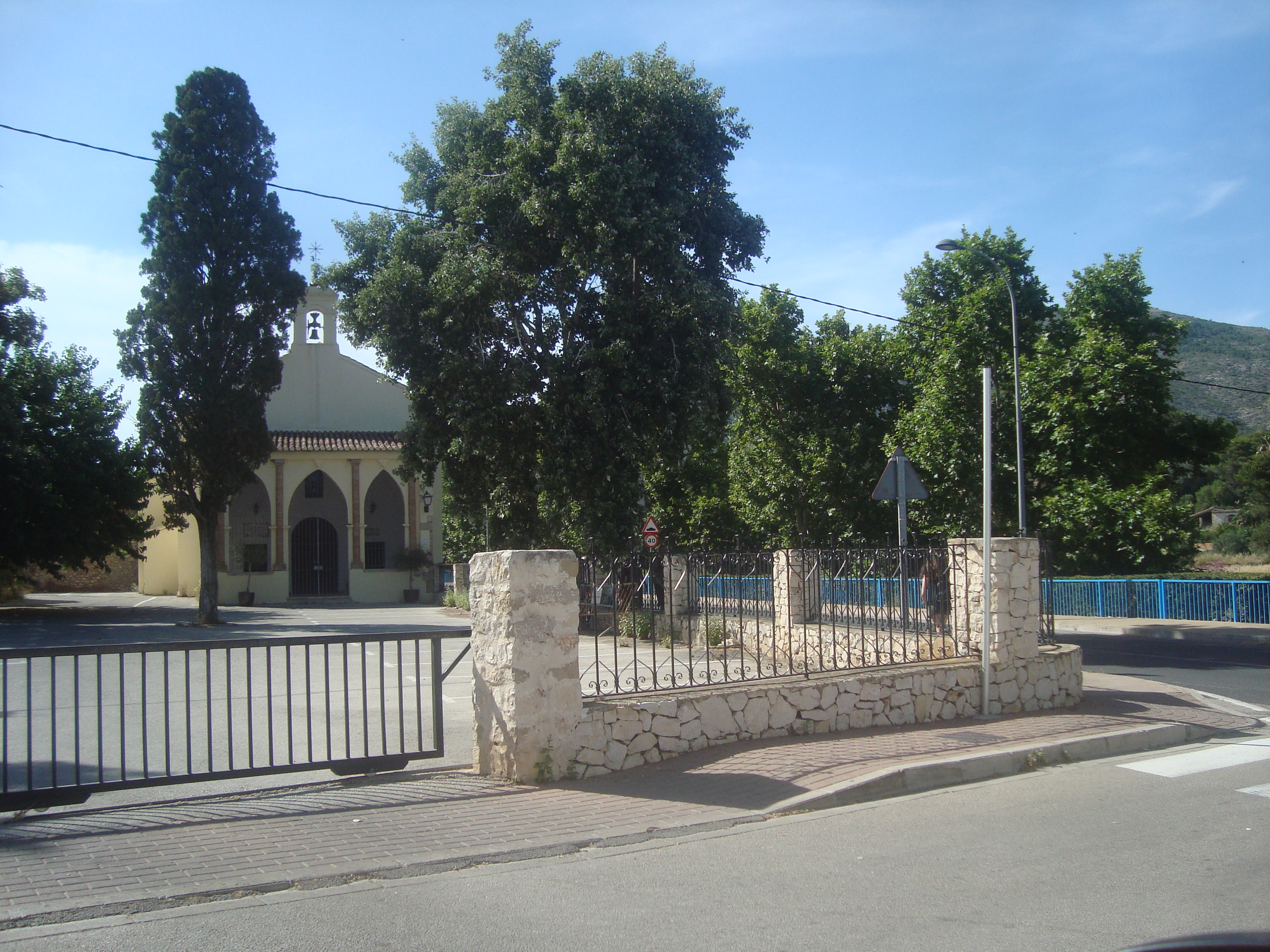
Ermita de Santo Domingo de Jalón

| 2015-2019 | Joan Miquel Garcés Font                             | Compromís              |
| 2019-2023 | Joan Miquel Garcés Font                             | Compromís              |
| 2023-act. | Joan Miquel Garcés Font                             | Compromís              |

## Monumentos y lugares de interés

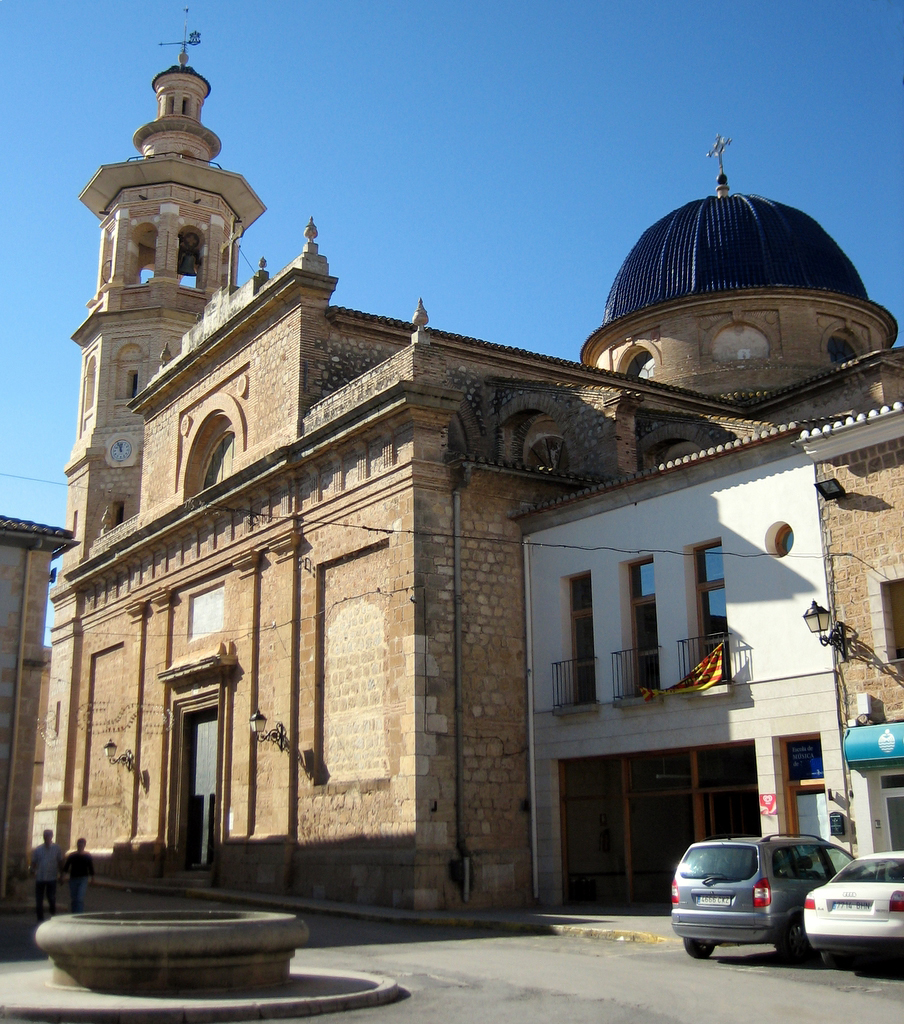
Plaza de Jalón e Iglesia.

- Ermita de Santo Domingo. Edificio de interés arquitectónico.
- Iglesia de Santa María. Edificio de interés arquitectónico construido a expensas de la duquesa de Almodóvar. Las obras concluyeron en 1831.
- Molino de agua.
- Bassa dels Arcs.

## Fiestas
- Día del Romero. El último sábado de abril, se celebra esta fiesta. La gente sube paseando hasta el paraje denominado El Fondo para recoger romero y comer los tradicionales bollos o empanadillas. Esa misma noche se celebra en la Plaza Mayor una verbena popular. A la mañana siguiente los vecinos acuden a la misa en honor a San Pedro Mártir o de Verona, y en ella se procede a la bendición de los ramilletes o costalets de romero, que tienen efectos protectores contra el granizo y antiguamente era costumbre que los agricultores esparcieran por sus campos sus hojitas para asegurarse que la cosecha no resultaría dañada por este fenómeno atmosférico.
- La Virgen de Agosto o la Asunción (día 15). La víspera de la fiesta se entonan fervorosos cantos en honor a la Virgen frente a la puerta principal de la iglesia, y el día de su festividad se celebra una procesión por las calles de la villa.
- Fiestas en honor a la Virgen Pobre. Esta fiesta se celebra el lunes después del tercer domingo de octubre; duran una semana y hay procesiones, verbenas, paella gigante, castillos de fuegos artificiales, etc.
- Fiestas Patronales. EL 4 de agosto se celebran en honor a Santo Domingo de Guzmán, con los clásicos "Toros en la plaza" (bous a la plaça), verbenas, desfiles de carrozas, concurso de paellas...

## Cementerios de Jalón
El cementerio cristiano más antiguo de la Baronía de Jalón se encontraba en la llamada partida del Fossaret del término municipal de Llíber, y era una instalación que daba servicio a los dos pueblos. Pero, ya en el siglo XVII, cada uno de estos lugares poseía el suyo propio, que en el caso de Llíber estaba situado en la calle del mismo nombre. Jalón tenía su cementerio en un solar que pertenecía a la viuda de Rafael Rosselló, llamada vulgarmente "la viuda Rossellona". Esta señora cobraba por el alquiler de la parcela un sueldo y medio cada año. Tal dato aparece recogido en el libro de cuentas de los jurados, que junto con el justicia se encargaban en esta época del regimiento de los asuntos municipales. Sin embargo, este valioso documento no hace referencia a la localización exacta del cementerio, aunque todo parece indicar que se trataría del que había junto a la antigua iglesia parroquial, la que fue derribada para construir la actual.
En 1846 se sabe que el Cementerio de Jalón estaba ubicado en las proximidades de la ermita de Santo Domingo de Guzmán, y que ese mismo año el Ayuntamiento resolvió construir uno nuevo en la partida de Benibrai. La causa que explica esta decisión es la de hallarse éste situado en la alameda y plazuela donde se celebra el porrate de Santo Domingo en esta población el día cuatro de agosto de todos los años y único lugar de recreo de los vecinos en las calurosas tardes de verano, no siendo pocas las veces que han tenido que llevar los difuntos por entre las paradas de ropa y dulces al Cementerio, a cuyas puertas y paredes se hallan las expresadas paradas. Así nos lo cuenta el acta que acredita la celebración de la sesión del día primero de marzo de 1846, en que el Pleno tomó tan transcendental acuerdo.
Otro de los inconvenientes que presentaba este cementerio era el de sus reducidas dimensiones que, según el acta citada anteriormente, da lugar al horroroso lance que frecuentemente se observa que el enterrador de muertos haciendo el hoyo para enterrar a unos desentierre a otros aún con sus carnes naturales, debiendo hir con el mayor tiento para encontrar lugar donde esto no suceda. Se trataba de una situación que, siguiendo lo expuesto por el referido documento, era digna más bien de castigo a las municipalidades anteriores y a la que se debía de poner un pronto remedio. Así lo entendía el entonces alcalde don Miguel Durá y Garcés, padre del conocido popularmente como "abogado Durá", de quien conviene mencionar que llegó a adquirir gran renombre en toda la comarca de la Marina Alta como una figura legendaria vinculada al bandolerismo de finales del siglo XIX.
Veinte años más tarde, reunida la Corporación municipal en su sesión plenaria del 27 de junio de 1886, esta consideró que el Cementerio de Benibrai no cumplía con los requisitos higiénico-sanitarios exigidos por la nueva legislación sobre esta materia, en especial las condiciones que previenen las Reales órdenes de diez y nueve de Mayo de mil ochocientos ochenta y diez y siete de febrero último y al mismo tiempo estar situado a menos de doscientos metros de distancia de la Población, cuando es indispensable distar unos quinientos metros de la misma. Estas fueron las dos razones que el prócer don Domingo Montaner y Montaner, que desempeñaba entonces el cargo de alcalde, esgrimió ante el resto de los miembros del Plenario para convencerles de la necesidad de erigir un nuevo camposanto fuera de la partida de Benibrai. Después de una detenida discusión, la asamblea municipal acordó por unanimidad que se instruyera el oportuno expediente para construirlo. Así mismo, se determinó que por el jefe de Obras Públicas de la provincia de Alicante se levantara el plano correspondiente en el punto que, previa inspección ocular, encontrara aquel más a propósito y que reuniera a la vez las mejores condiciones posibles. Por el secretario se remitió al gobernador civil certificación del acta, para que la máxima autoridad de la provincia se sirva si lo tiene a bien la presentación a esta Villa de dicho Señor Jefe de Obras públicas provinciales o su delegado a levantar y autorizar el espresado plano.
El alcalde Montaner dio a conocer la esperada respuesta del gobernador al Plenario en su reunión del 25 de julio de 1886, y resumidamente decía que no era de la incumbencia del señor ingeniero jefe de Obras Públicas el levantamiento del plano del nuevo cementerio y sí de la del señor arquitecto provincial. En el acta de referencia se hizo constar que, después de una ligera discusión, la municipalidad acordó por unanimidad que el Señor Alcalde presidente pase la oportuna autorización al M.I.S. Gobernador Civil de esta Provincia, a fin que se sirva disponer si lo tiene a bien pase el espresado Señor Arquitecto provincial a levantar el mencionado Plano.
Posteriormente, a la reunión del Pleno del 12 de septiembre de aquel mismo año fueron convocados, además del alcalde accidental -don Juan Bautista Moncho y Femenía- y los concejales que en aquel tiempo formaban parte de la Corporación municipal, el cura párroco don José María Sendra y Casabó, el médico don Jaime Castells y Fullana y los miembros de la Junta de Sanidad para buscar la localización más idónea para el nuevo cementerio; este punto del orden del día era, sin lugar a dudas, el que ofrecía una mayor dificultad, ya que Jalón se caracterizaba por tener muy agrupadas las viviendas en casi todo el término municipal, en donde habitan la mayor parte de las familias en tiempo de verano con el exclusivo objeto de recolectar los frutos y secar las pasas. El acta de dicha sesión se refiere, pues, al poblamiento disperso que actualmente aun continúa siendo tan característico del municipio jalonense, y que suponía entonces una complicación para encontrar una ubicación para el nuevo cementerio que no rebasara los quinientos metros de distancia del poblado ni de la casa de campo más próxima. A pesar de la dificultad que esto entrañaba, los asistentes pensaron en unas tierras situadas en la partida de las Huertas Nuevas, que eran de la propiedad de Don José Avellá Puigserver; Manuela Llopis Albanell, viuda; Rosa Llopis Albanell, consorte de José Ferrer Signes; Francisco Llopis Garcés y Francisco Llopis Albanell de Francisco, residente en Belabés (África Francesa); vecinos todos de esta Villa a excepción de la Rosa y su marido, que lo son del inmediato pueblo de Alcalalí.
Este cementerio, sin embargo, nunca llegó a construirse y el que sigue funcionando actualmente es el de Benibrai, que presenta el mismo inconveniente que tenía en aquella época: su excesiva proximidad al casco urbano de Jalón.
La información para elaborar este artículo se ha extraído del libro Crònica del Xaló finisecular (1880-1899) de Josep Mas Martí i Jaume Noguera Mengual, editado por el Ayuntamiento de Jalón dentro de la colección Mirades cap a Xaló, número 6.

## La Chopada
La Chopada es, sin duda, uno de los lugares más pintorescos con que cuenta actualmente la villa de Jalón. En ella se celebra todos los sábados el tradicional rastro, al que acuden visitantes de las más diversas nacionalidades. Próximo a la Chopada, se encuentra el Paseo de los Hermanamientos, en donde el Ayuntamiento ha erigido una escultura y un retablo cerámico que recuerdan la estrecha vinculación histórica que Jalón mantiene con las poblaciones de Bárig (Valencia), Santa Margarita (Baleares) y la ciudad de San Juan de Cuyo en Argentina. En sus inmediaciones también se hallan el Museo Etnológico, la Cruz de Término, el Hortet del Rector, la Ermita de Santo Domingo y la Cooperativa que comercializa el buen vino que se produce en Jalón y Llíber.
El origen de la Chopada, hay que buscarlo en el año 1885 cuando el Ayuntamiento de Jalón tomó el acuerdo de plantar unos chopos en una franja de terreno comunal, situada entre el camino de Alcalalí y la margen derecha de río Jalón. Esta idea partió del alcalde don Domingo Montaner y Montaner, que se la expuso al Plenario en la sesión del 13 de diciembre del citado año. La municipalidad consideró que, para que este proyecto llegara a buen término, se hacía imprescindible designar un vecino que se encargara de organizarlo todo. En el acta a que se ha hecho mención y con relación a esta cuestión el secretario hizo constar lo siguiente: Enterados los S.S. presentes de lo anteriormente manifestado y discutido suficientemente el asunto, lo acordaron por unanimidad conforme lo propone el Señor presidente y nombraban para dirigir las plantaciones del arbolado a Juan Aranda Cabrera, vecino de esta Villa, quien deberá llevar y presentar relación detallada y justiprecio de los gastos que ocurran en dichos trabajos, para que del capítulo undécimo del presupuesto de gastos vigentes se le espida el oportuno libramiento.
La fuente de donde se ha obtenido esta información es la misma que la citada en el apartado anterior.

## El origen de las Fiestas de Santo Domingo
Las últimas investigaciones que se han hecho por los historiadores Mas y Noguera lo sitúa en 1897; en ese año el Ayuntamiento de Jalón, presidido por el alcalde don Jaime Ferrá Albanell, tomó dos decisiones que tendrían una gran transcendencia en el futuro: por una parte, se acordó trasladar el Porrate de Santo Domingo -que tenía lugar desde antiguo el 4 de agosto en la plazuela de la Ermita- a la Plaza Mayor y sus inmediaciones y, por otra, se optó por alargar su duración de uno a tres días, que serían el 4, 5 y 6 del mismo mes.
El acta en que se recoge esta importante innovación lleva la fecha del 25 de julio de aquel año, y en ella se dice literalmente que, próxima la época en que desde tiempo inmemorial viene celebrándose en esta población el porrate denominado de Santo Domingo, se estaba en el caso de acordar el sitio o punto en que ha de celebrarse el presente año; así como también la forma en que se han de construir las casetas para la instalación de las paradas. Estos puestos o tenderetes constituían un importante ingreso para las arcas municipales, ya que la Corporación se los ofrecía a los feriantes a cambio del pago de un arriendo.
El citado documento continúa de la siguiente manera: Enterado el Ayuntamiento de lo expuesto por la Presidencia, abrióse discusión sobre el particular y, después de suficientemente debatido el asunto y en votación ordinaria, se acordó por unanimidad que el referido porrate se celebre el presente año en la Plaza de esta Villa y calles adyacentes, durante los días cuatro, cinco y seis de agosto próximo y que las casetas se construyan por la administración municipal bajo la dirección del señor Alcalde.

## Rutas de interés histórico, etnológico y turístico

### Ruta de los Pozos (oPous, en valenciano)
Consiste en un recorrido por los cuatro manantiales que abastecían el municipio antes de la instalación de la red de agua corriente. Comienza por una visita al denominado Pozo de las Higueras (Pou de les Figueretes) (siglo XVII), los de la Basseta y el Azagador (siglo XIX) y termina en el Pozo del camino de Passula, llamado también Pou de les Forques (siglo XIX).

### Ruta de los Martorell
El trayecto incluye todos aquellos lugares que aparecen mencionados en la documentación de que se dispone sobre la familia Martorell, a la que pertenecía Joanot Martorell, el insigne autor de la novela de caballerías Tirant lo Blanch, y que son los siguientes: la Plaza Mayor, la Casa de la Señoría, la alquería de Benibrai, el Pas Estret y la Montaña de Benibrai (la actual Devesa).

### Ruta del Jalón histórico
El entramado de calles y plazas del Jalón histórico está compuesto por dos núcleos básicos:
- El Ráfol de Jalón, que abarca las siguientes calles: San Cristóbal, Hospital, San Rafael, las Parras, Santa Ana, San Joaquín, Alicante, Pla de la Séquia y la Calle y la Plaza Mayor. Es la parte más antigua de la villa donde predominan los viales estrechos y tortuosos, característicos de la época mudéjar.
- El Primer Ensanche, que se levantó entre finales del siglo XVIII y principios del XIX y comprende las calles de San Juan Bautista, San Judas Tadeo, San Antonio, Canónigo don Pedro Maurí, Nueva y Duquesa de Almodóvar. Su trazado está integrado por vías más anchas y rectilíneas que en nada se parecen a las del viejo Ráfol de Jalón.

Este contraste en la disposición del espacio urbano es importante que lo perciba el visitante y, además, que pueda disfrutar de la belleza visual de las fachadas de casas tan significativas como las modernistas que hay en el cruce de la calle Duquesa con la del Canónigo Maurí.